# Vietnamophryne
A Vietnamophryne a kétéltűek (Amphibia) osztályába, valamint a békák (Anura) rendjébe és a szűkszájúbéka-félék (Microhylidae) családjába tartozó nem.

## Előfordulásuk
A nembe tartozó fajok Vietnámban és Thaiföldön honosak. Vietnámon belül két helyen, a Gia Lai tartományban és a Cao Bang tartományban, Thaiföldon a Chiang Rai tartományban figyelték meg.

## Rendszerezés
A nembe az alábbi fajok tartoznak:
- Vietnamophryne inexpectata Poyarkov, Suwannapoom, Pawangkhanant, Aksornneam, Duong, Korost, and Che, 2018
- Vietnamophryne occidentalis Poyarkov, Suwannapoom, Pawangkhanant, Aksornneam, Duong, Korost, and Che, 2018
- Vietnamophryne orlovi Poyarkov, Suwannapoom, Pawangkhanant, Aksornneam, Duong, Korost, and Che, 2018